# Felipe Zetter
Felipe Zetter (né le 3 juillet 1923 à Guanajuato (Mexique) et mort le 15 mars 2013  à Guadalajara (Mexique)) est un joueur de football international mexicain, qui évoluait au poste de défenseur.

## Biographie

### Club
Zetter passe une partie de sa carrière dans le club du CF Atlas.

### International
En équipe du Mexique, il participe à la coupe du monde 1950 au Brésil, mais ne joue que le premier match contre les Brésiliens perdu 4-0. Le Mexique est éliminé dès le premier tour.